# Trần Sĩ Tuấn
Steven Shih "Steve" Chen (Chữ Hán phồn thể: 陳士駿; chữ Hán giản thể: 陈士骏; bính âm Hán ngữ: Chén Shìjùn, Hán-Việt: Trần Sĩ Tuấn; sinh ngày 25 tháng 8 năm 1978) là một người Mỹ gốc Đài Loan, là người đồng sáng lập và cựu giám đốc công nghệ (CTO) của website chia sẻ video trực tuyến nổi tiếng YouTube.

## Tiểu sử

### Thuở nhỏ và quá trình giáo dục
Steve Chen sinh ra tại Đài Bắc, Đài Loan. Anh cùng gia đình di cư đến Mỹ khi anh được tám tuổi. Trước khi chuyển đến Mỹ, Chen học tại trường trung tiểu học Tĩnh Tâm ở Đài Loan được hai năm. Anh theo học trường trung học John Hersey tại Mt. Prospect, Illinois, sau đó là trường cấp ba John Hersey và học viện toán học và khoa học Illinois, tiếp theo đó là trường University of Illinois at Urbana-Champaign.

### Sự nghiệp
Steve đã từng là một nhân viên ban đầu của PayPal, nơi mà anh đã gặp Chad Hurley và Jawed Karim. Năm 2005, bộ ba này thành lập YouTube. Anh hiện tại đang giữ chức giám đốc công nghệ (Chief Technology Officer - CTO) của YouTube. Chen cũng từng là một nhân viên ban đầu của Facebook, mặc dù vài tháng sau đó anh rời đi để thành lập YouTube. Tháng 6 năm 2006, Chen có tên trong danh sách "The 50 people who matter now" trong nghề kinh doanh của Business 2.0.
Vào ngày 16 tháng 10 năm 2006, Chen và Hurley bán YouTube cho Google với giá 1,65 tỉ dollar Mỹ. Chen nhận được 625.366 cổ phần của Google và thêm vào đó là 68.721 cổ phần nữa trong tương lai. Số cổ phần mà Steve Chen nhận được từ Google có giá trị khoảng 350 triệu dollar Mỹ tại ngày 30 tháng 10 năm 2007.